# William Fauver
William Benjamin Fauver (* 2. März 1954 in Cleveland, Ohio) ist ein ehemaliger US-amerikanischer Eiskunstläufer.
Fauver startete mit seiner Partnerin Alice Cook bei den nationalen Meisterschaften 1975. Sie belegten im Paarlauf den fünften Platz. Ein Jahr später wurden sie Vizemeister und qualifizierten sich für die Olympischen Winterspiele in Innsbruck. Bei diesen erreichten sie Rang zwölf. Die Weltmeisterschaft im gleichen Jahr in Göteborg beendeten sie auf dem neunten Platz.
Nach einigen Jahren Pause kehrte Fauver 1981 zum Eiskunstlauf zurück. Mit seiner neuen Partnerin Lea Ann Miller trat er bei weiteren vier US-amerikanischen Meisterschaften zwischen 1981 und 1984 an. Dabei wurden sie dreimal Vizemeister und landeten einmal auf Rang drei. Beim internationalen Eiskunstlaufwettbewerb Skate America konnten sie 1982 den zweiten Platz belegen. Des Weiteren konnten sich Fauver und Miller bei allen Eiskunstlauf-Weltmeisterschaften zwischen 1981 und 1984 unter den Top Ten platzieren. Bei den Olympischen Winterspielen 1984 in Sarajevo belegten sie Rang zehn.

## Ergebnisse

### Paarlauf
(mit Alice Cook)
| Wettbewerb / Jahr                | 1975 | 1976 | 1977 |
| -------------------------------- | ---- | ---- | ---- |
| Olympische Winterspiele          |      | 12.  |      |
| Weltmeisterschaften              |      | 9.   | 12.  |
| US-amerikanische Meisterschaften | 5.   | 2.   |      |

(mit Lea Ann Miller)
| Wettbewerb / Jahr                | 1981 | 1982 | 1983 | 1984 |
| -------------------------------- | ---- | ---- | ---- | ---- |
| Olympische Winterspiele          |      |      |      | 10.  |
| Weltmeisterschaften              | 10.  | 8.   | 7.   | 10.  |
| US-amerikanische Meisterschaften | 2.   | 3.   | 2.   | 2.   |